# Thomas Becker (kajakář)
Thomas Becker (* 6. července 1967 Hilden, Severní Porýní-Vestfálsko) je bývalý německý vodní slalomář, kajakář závodící v kategorii K1.
Na mistrovstvích světa získal čtyři zlaté (K1 – 1997; K1 družstva – 1995, 1999, 2002), jednu stříbrnou (K1 družstva – 1991) a jednu bronzovou medaili (K1 družstva – 1997). Z evropských šampionátů si převezl tři zlaté (K1 družstva – 1996, 1998, 2002) a dvě stříbrné (K1 – 1998, 2000). V roce 1996 vyhrál celkové pořadí Světového poháru v kategorii K1. Na Letních olympijských hrách 1992 v Barceloně skončil na 26. místě, v Atlantě 1996 vybojoval bronzovou medaili.